# Føroya Studentaskúli og HF-skeið
Føroya Studentaskúli og HF-skeið ist der Name einer Schule der höheren Bildungsstufe in Hoydalar, einem Ortsteil von Hoyvík, dem nördlichen Vorort der färöischen Hauptstadt Tórshavn.

## Bisherige Entwicklung

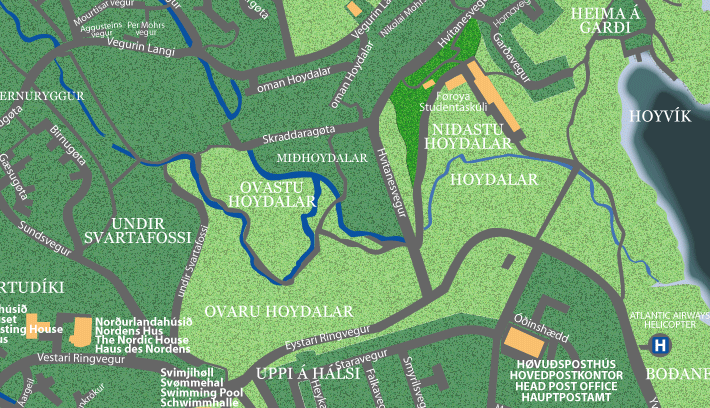
Føroya Studentaskúli in Hoydalar

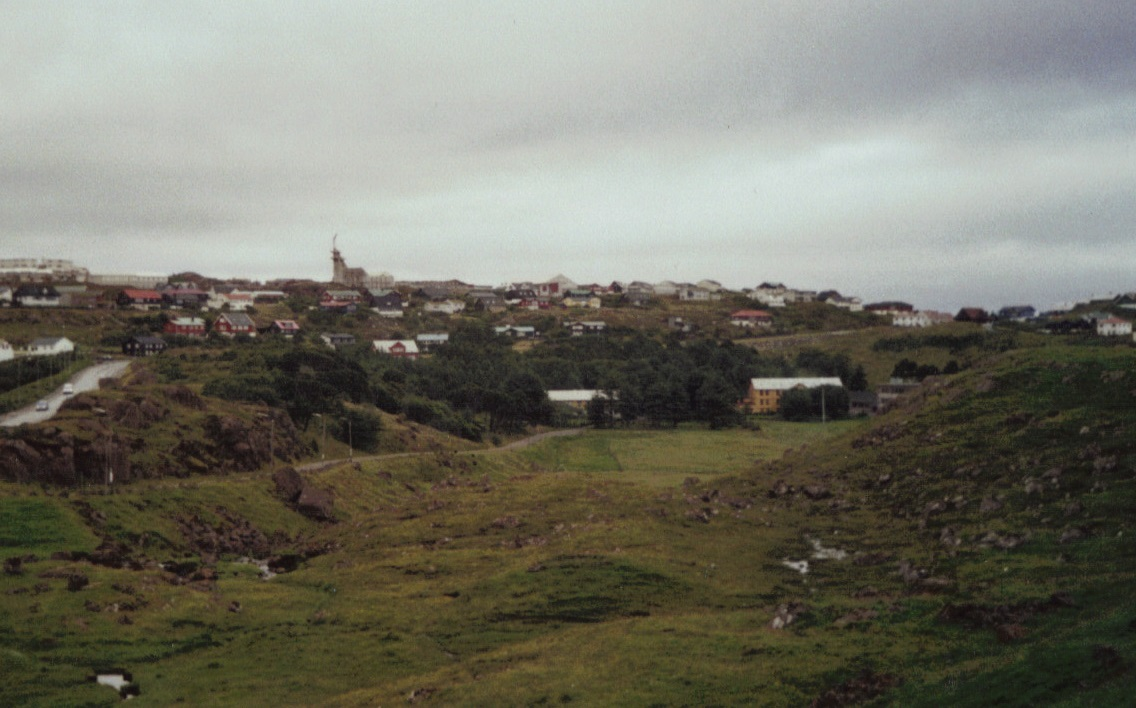
Viðarlundin í Niðara Hoydali mit Føroya Studentaskúli in Hoydalar.

Die weiterführende Schule wurde 1937 gegründet und zog 1962 auf das Gelände eines ehemaligen Lungensanatoriums in einem windgeschützten Tal in Hoydalar mit der Parkanlage Viðarlundin í Niðara Hoydali („Das Gehölz im unteren Heutal“) in unmittelbarer Umgebung.
Das Schulzentrum ist heute mit fast 800 Schülern und 100 Lehrern die größte weiterführende Schule auf den Färöern. Schulleiter ist seit Anfang 2014 Herleif Hammer. Der Name der Schule weist schon auf eine grundlegende Zweiteilung hin. Es gibt zum einen eine dreijährige gymnasiale Oberstufe (studentsútbúgving), die sich an Schüler unter 18 Jahren richtet und in etwa der Sekundarstufe II in Deutschland entspricht. Zum anderen gibt es ein zweijähriges Erwạchsenengymnasium (HF-útbúgving), das sich an Personen über 18 Jahren mit Weiterbildungswunsch richtet. (HF ist die Abkürzung für hægri fyrireikingarprógv d. h. höheres Vorbereitungsexamen)
Zu den Unterrichtsfächern gehören neben den Sprachen und dem naturwissenschaftlich-technischen Bereich auch gesellschaftswissenschaftliche Fächer, Kunst, Musik und Sport.

## Zukünftige Entwicklung
Aufgrund beengter Verhältnisse, nicht nur in Hoydalar (Føroya Studentaskúli), sondern auch an der Handelsschule (Føroya Handilsskúli) und der Technischen Schule in Tórshavn (Tekniski Skúlin í Tórshavn), begann man 2008 mit der Planung eines großzügigen gemeinsamen Schulzentrums im Marknagil in Tórshavn. Seit 2014 befindet sich das neue Schulzentrum (Skúladepilin) im Bau, wobei es allerdings zu baulichen Verzögerungen kam. Voraussichtlich wird das neue Schulzentrum mit dem Namen Glasir – Tórshavn College zum Schuljahr 2017 in Betrieb genommen.